# 루분투
루분투(Lubuntu)는 우분투를 기반으로 하지만 그놈 대신 LXQt를 사용하는 가벼운 리눅스 운영체제이다.
루분투는 성능이 낮은 넷북, 휴대용 기기, 구형 PC 등을 위해 설계되었다. 루분투라는 이름은 LXDE와 Ubuntu의 혼성어이다. 루분투는 우분투 계열로 2011년 5월 11일에 공식적으로 인정되었다.

## 역사
LXDE 데스크톱은 2008년 10월에 우분투 8.10 출시와 함께 이용할 수 있게 되었다. 8.10, 9.04, 9.10을 포함한 초기 루분투 버전은 별도의 ISO 이미지가 아닌 루분투 꾸러미로 기존 우분투에 추가로 설치될 수 있었다. 2009년 3월에 최초의 시험 ISO 이미지가 라이브 CD로 출시되었다.

## 주분투와의 비교
주분투와 루분투 둘 모두 우분투에 비해 비교적 가벼운 OS로 알려져 있지만, 주분투의 경우 버전이 업데이트되면서 우분투와 비슷할 정도로 무거워졌다. 루분투는 신버전(20.04나 그 이후 버전)과 구버전(17.04나 그 이전 버전) 모두 큰 차이 없이 가벼우나, 대부분의 우분투 소프트웨어가 돌아가는 주분투와는 달리 루분투는 그렇지 않다.

## 출시 현황
| 버전 번호 | 코드명           | 배포일           | 지원 기간        | 지원 기간        | 커널 버전 |
| --------- | ---------------- | ---------------- | ---------------- | ---------------- | --------- |
| 버전 번호 | 코드명           | 배포일           |                  |                  | 커널 버전 |
| 8.10      | Intrepid Ibex    | 2008년 10월 30일 | 2010년 4월 30일  | 2010년 4월 30일  | 2.6.27    |
| 9.04      | Jaunty Jackalope | 2009년 4월 23일  | 2010년 10월 23일 | 2010년 10월 23일 | 2.6.28    |
| 9.10      | Karmic Koala     | 2009년 10월 29일 | 2011년 4월 30일  | 2011년 4월 30일  | 2.6.31    |
| 10.04 LTS | Lucid Lynx       | 2010년 4월 29일  | 2013년 5월 9일   | 2013년 5월 9일   | 2.6.32    |
| 10.10     | Maverick Meerkat | 2010년 10월 10일 | 2012년 4월 10일  | 2012년 4월 10일  | 2.6.35    |
| 11.04     | Natty Narwhal    | 2011년 4월 28일  | 2012년 10월 28일 | 2012년 10월 28일 | 2.6.38    |
| 11.10     | Oneiric Ocelot   | 2011년 10월 13일 | 2013년 5월 9일   | 2013년 5월 9일   | 3.0.0     |
| 12.04 LTS | Precise Pangolin | 2012년 4월 26일  | 2017년 4월 26일  | 2017년 4월 26일  | 3.2.0     |
| 12.10     | Quantal Quetzal  | 2012년 10월 18일 | 2014년 5월 16일  | 2014년 5월 16일  | 3.5.0     |
| 13.04     | Raring Ringtail  | 2013년 4월 25일  | 2014년 1월 27일  | 2014년 1월 27일  | 3.8.0     |
| 13.10     | Saucy Salamander | 2013년 10월 17일 | 2014년 7월 17일  | 2014년 7월 17일  | 3.11.0    |
| 14.04 LTS | Trusty Tahr      | 2014년 4월 17일  | 2019년 4월 17일  | 2019년 4월 17일  | 3.13.0    |
| 14.10     | Utopic Unicorn   | 2014년 10월 23일 | 2015년 7월 23일  | 2015년 7월 23일  | 3.16.0    |
| 15.04     | Vivid Vervet     | 2015년 4월 23일  | 2016년 2월 4일   | 2016년 2월 4일   | 3.19.3    |
| 15.10     | Wily Werewolf    | 2015년 10월 22일 | 2016년 7월       | 2016년 7월       | 4.2.0     |
| 16.04 LTS | Xenial Xerus     | 2016년 4월 21일  | 2021년 4월       | 2021년 4월       | 4.4.0     |
| 16.10     | Yakkety Yak      | 2016년 10월 14일 | 2017년 7월 14일  | 4.8.0            |           |
| 17.04     | Zesty Zapus      | 2017년 4월 14일  | 2017년 12월      | 2017년 12월      | 4.13.0    |
| 17.10     | Artful Aardvark  | 2017년 10월 20일 | ㅡ               |                  |           |

| 지원 상황: | 지원 상황: | 지원 상황: | 지원 상황: |
| ---------- | ---------- | ---------- | ---------- |
| 지원 종료  | 지원 중    | 최신 버전  | 출시 예정  |

## 같이 보기
- 우분투
- 주분투